# Powerband
De powerband is het toerenbereik van een motor waarbinnen het grootste motorkoppel wordt afgegeven. Het doel van versnellingen in een motorvoertuig is er voor te zorgen dat de motor in de powerband kan blijven draaien.
Een goede powerband is vooral voor personenauto's en vrachtauto's van groot belang. Men zou anders steeds moeten blijven schakelen om in het bruikbare toerengebied te blijven. Vrachtauto's moeten, ondanks een redelijk brede powerband, vanwege het grote laadvermogen van een zeer uitgebreide versnellingsbak met veel versnellingen worden voorzien.
Bij lichte voertuigen, zoals motorfietsen, is een brede powerband minder belangrijk. Hier komt het, net zoals bij race-auto's, veel meer op een hoog motorvermogen aan. Dit gaat ten koste van de powerband. Soms neemt dit extreme vormen aan, vooral bij tweetaktmotoren. De 50- en 125 cc wegrace-motoren van Honda uit het begin van de jaren 1960 moesten tussen de 18.000 en 18.500 toeren per minuut draaien. Bij de 50 cc racemotoren van Kreidler uit deze periode werden twaalf versnellingen gebruikt. De juiste maten van de expansiepijp kunnen voor een toename van het motorvermogen zorgen.
De powerband wordt in veel gevallen op de toerenteller in de vorm van een groen gebied aangegeven.